# Списки самых кассовых фильмов
Списки самых кассовых фильмов:
- Список самых кассовых фильмов
  - Список самых кассовых фильмов в России
  - Список самых кассовых фильмов в Республике Корея
  - Список самых кассовых фильмов в Финляндии
  - Список самых кассовых фильмов во Франции
  - Список самых кассовых фильмов в Японии
  - Список лидеров советского кинопроката
- Список самых кассовых мультфильмов
  - Список самых кассовых аниме-фильмов
  - Список самых кассовых кукольных мультфильмов
- Список лучших кассовых сборов в первый уик-энд кинопроката
- Список самых кассовых супергеройских фильмов